# Cerkiew św. Mikołaja w Chmielu (1795)
Cerkiew św. Mikołaja w Chmielu z roku 1795 – nieistniejąca greckokatolicka drewniana cerkiew, wzniesiona w roku 1795 we wsi Chmiel, w miejscu wcześniejszej, pierwszy raz wzmiankowanej w roku 1589. Budowla trójdzielna. Nad prezbiterium i babińcem dachy kalenicowe, nad nawą ośmiopołaciowy dach brogowy. Cerkiew spłonęła w roku 1904. Na jej miejscu wzniesiona została nowa cerkiew.
Przy cerkwi stała drewniana XVII lub XVIII wieczna dzwonnica, o konstrukcji zrębowej i szkieletowej, kryta dachem namiotowym. Została rozebrana w latach 70. XX wieku.